# Нибиру
Нибиру или Планета X је хипотетичка планета који се према мишљењима неких истраживача налази на ивици Сунчевог система. Неки су тврдили да ће Нибиру 21. децембра 2012. године изазвати крај света тако што ће се сударити са Земљом и уништити је, али се то није десило.
Верује се да је Нибиру планета велике масе, пет пута већа од Земље. Наводно је удаљена пола светлосне године од Земље. Неки тврде да се креће елипсастом путањом супротном смеру од осталих планета, а постоје и тврдње како се не ради о планети, већ смеђем патуљку, односно протозвезда.
Идеја о планети Нубиру настала је 1976. године у делу америчког антрополога Захарија Ситчина (1920—2010) Дванаеста планета, у којем аутор обрађује и преводи древне сумерске текстове у којима се спомиње тајанствена планета Нубиру која, према сумерској митологији, насељавају Анунаки, древни астронаути или богови, а који у већим временским распонима, циклички пролази кроз наш планетарни систем. Концепт о постајању Нубира или тзв. планета укрштања, даље је разрадила Ненси Лидер, самозвани медиј, која је конструисала читаву причу о повезаности Планете Икс и Нубира с мајанским календаром чији се данашњи циклус завршава управо 2012.године

## Чињеничке приче о планети Нубир
И пре открића патуљасте планете Плутон 1930. године, веровало се да постоји неко велико неоткривено небеско тело. Постојале су аномалије у орбитама планета Урана и Нептуна, те у појасу астероида. Оне нису могле бити објашњене никако другачије него утицајем неког великог небеског тела. У сумерским легендама постоји прича како је велико небеско тело већ прошло кроз Сунчев систем и изазвало катаклизму. Наводно су и Земља и Месец резултат судара природног сателита тог планета и планете Тиамата.
Године 1877. астроном Давид Тод покушао је пронаћи планету у близини Нептуна, користећи се тзв. "графичком методом", којом се на темељу отпадног материјала око Урана утврдио где би тај објекат отприлике требало да се налази. Камил Фламирон је 1879. године покушао пронаћи непознату планету на основу гомилања комета које привлачи велика планета. Амерички математичар и астроном Percival Lowell (1855—1916) је ту планету хипотетички назвао Планета Икс. Када је 1930. године Clyde Tombaugh открио планету Плутон, мислило се да је коначно откривена Планета Икс, али је на крају закључено како његова маса није довољна да проузрокује споменуте аномалије у кретању околних планета.
У сумерским легендама постоји прича о планети која је већ једном прошла кроз Сунчев систем и изазвала катаклизму. Легенде тврде како су на Земља и Месец, као и астероидни појас око Сатурна резултат судара те планете, односно његових сателита и планете Тиамат која му се нашла на путањи. Бабилонци су ту планету повезали с богом Мардуком, чије име на акадском значи "онај који пролази", али у већини текстова га повезују с Јупитером. Те сумерске текстове је први превео и објавио Зехарија Сичин који је тајанственој планети дао име "Нубиру".
Године 2005. откривена је патуљаста планета Ерис, због које је астрономска заједница прекласификовала Плутон, а који је такође доведен у везу с митским Нубиром.

## Научни став
Астрономи негирају могућност постојања планете Нибиру тврдећи како нема никаквих аргумената који би поткрепили такву теорију. Истовремено, НАСА је обелоданила крајем 2011. године како не постоји никаква могућност за било какву небеску претњу која би 2012. године погодила нашу планету и узроковала смак света или велика разарања. Научници тврде како би један такав објекат који се приближава Земљи, а требало би да јој се сасвим приближи крајем 2012. године, раније био видљив голим оком и како је немогуће да је скривен због Сунца, као што тврде поборници теорије о његовом постојању.